# 79e division d'infanterie (Allemagne)
Pour les articles homonymes, voir 79e division.

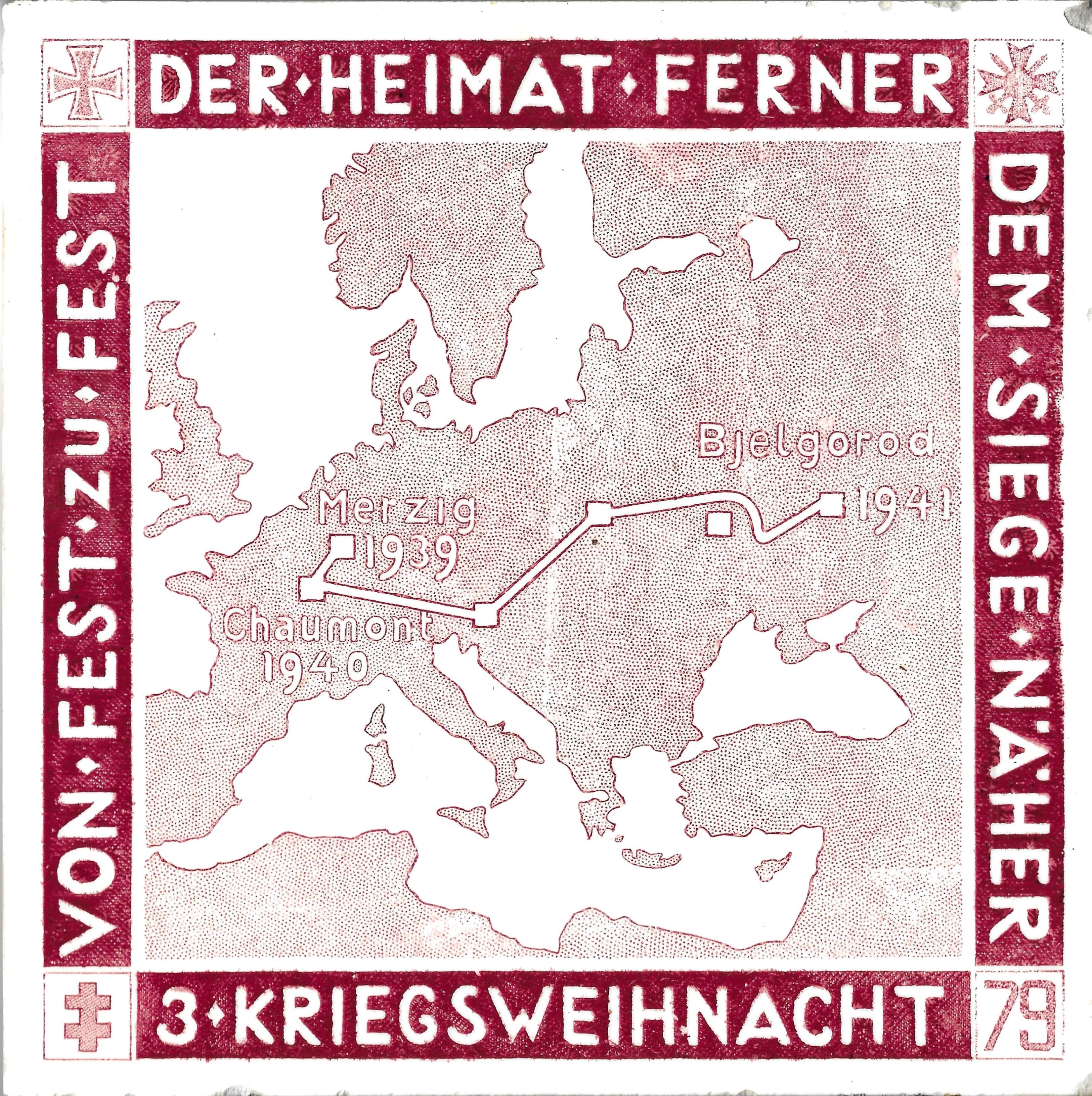
Faïence de Sarreguemines du 79ème division d'infanterie Wehrmacht

La 79e division d'infanterie (en allemand : 79. Infanterie-Division ou 79. ID) est une des divisions d'infanterie de l'armée allemande (Wehrmacht) durant la Seconde Guerre mondiale.

## Création et différentes dénominations
La 79. Infanterie-Division est formée le 26 août 1939 en tant qu'élément de la 2. welle (2e vague de mobilisation) dans le Wehrkreis XII.
Elle est envoyée dans la ville de Stalingrad le 17 octobre 1942 pour participer à l'assaut contre les usines Barricade et Octobre rouge, cette dernière ne sera jamais totalement conquise malgré plusieurs semaines de féroces combats. 
Ses pertes sont telles que, le 8 janvier 1943 l'unité est dissoute, ses soldats sont incorporés dans la 305e division d'infanterie et son état major évacué hors de la ville. 
La 305. ID  capitulera avec les troupes de la poche nord de Stalingrad le 2 février 1943.

Elle est reformée, à la demande de Hitler, comme toutes les unités de la 6. Armee, en mars 1943.
Elle est détruite une nouvelle fois sur le Front de l'Est le 29 août 1944.

## Organisation

### Commandants successifs
| Date                                 | Grade           | Commandant                  |
| ------------------------------------ | --------------- | --------------------------- |
| 1er septembre 1939 - 12 janvier 1942 | Generaloberst   | Karl Strecker               |
| 12 janvier 1942 - 31 janvier 1943    | Generalleutnant | Richard von Schwerin (de)   |
| ? mars 1943 - 5 juin 1943            | Generalleutnant | Richard von Schwerin        |
| 5 juin 1943 - 25 octobre 1943        | Generalmajor    | Heinrich Kreipe             |
| 25 octobre 1943 - 29 août 1944       | Generalleutnant | Friedrich-August Weinknecht |

## Théâtres d'opérations
- Allemagne: Décembre 1939 - Mai 1940
- France: Mai 1940 - Juin 1941
- Front de l'Est, secteur Sud : Juin 1941 - Octobre 1942
- Stalingrad : Octobre 1942 - Janvier 1943
- Front de l'Est, secteur Sud : Mars 1943 - Août 1944
- Roumanie : Août 1944

## Ordres de bataille
1939
- Infanterie-Regiment 208
- Infanterie-Regiment 212
- Infanterie-Regiment 226
- Artillerie-Regiment 179
- Panzerabwehr-Abteilung 179
- Pionier-Bataillon 179
- Aufklärungs-Abteilung 179
- Infanterie-Divisions-Nachrichten-Abteilung 179
- Infanterie-Divisions-Nachschubtruppen 179

1944
- Grenadier-Regiment 208
- Grenadier-Regiment 212
- Grenadier-Regiment 226
- Divisions-Füsilier-Bataillon 79
- Artillerie-Regiment 179
- Panzerjäger-Abteilung 179
- Pionier-Bataillon 179
- Feldersatz-Bataillon 179
- Infanterie-Divisions-Nachrichten-Abteilung 179
- Infanterie-Divisions-Nachschubtruppen 179

## Décorations
Certains membres de cette division ont été décorés pour faits d'armes:
- Agrafe de la liste d'honneur
  - 10
- Croix allemande en Or
  - 51
- Croix de chevalier de la Croix de fer
  - 12
  - 2 feuilles de chêne